# Федів Євген Теодорович
Євген Теодорович Федів (27 липня 1936) — політик міста Мукачево. Депутат Мукачівської міської ради десяти скликань. Голова Мукачівської міської громадської організації «Рада почесних громадян міста Мукачево».

## Життєпис
Народився на Львівщині. Середню школу закінчив у 1955 році у місті Стрий, а вищу освіту здобув в університеті «Львівська політехніка» (1955—1960) за фахом інженер-механік.
Трудову діяльність розпочав у серпні 1960 року за направленням Міністерства освіти в місті Мукачеві на ремонтно-монтажному комбінаті Закарпатської облспоживспілки. Спочатку працював інженером-механіком, згодом — головним інженером, а з 1968 року по 1998 рік — директором комбінату. За цей час підприємство було одним із найкращих у місті Мукачеві та в системі споживчої кооперації.
З квітня 1998 року — перший заступник Мукачівського міського голови Віктора Балоги, з липня 2001 по квітень 2002 року — директор ТОВ «Партнер» (митний пост «Мукачево»).
25 квітня 2002 року Євгена Федіва було обрано секретарем Мукачівської міської ради. Цю посаду він обіймав до завершення скликання в квітні 2006 року. З травня 2006 — старший інспектор, консультант Мукачівського міськвиконкому.
Постійно займається громадсько-політичною діяльністю. Десять разів поспіль обирався депутатом Мукачівської міської ради, не раз очолював депутатські комісії.
У 2005 році за ініціативи Євгена Федіва створена громадська організація «Рада почесних громадян м. Мукачево», яку йому і доручено очолювати. Як голова організації входить до Громадської ради при виконавчому комітеті Мукачівської міської ради, утвореної 11 лютого 2011.
Разом з відомим краєзнавцем, літератором Василем Пагирею в 2008 році випустили книжку «Мукачево і його почесні громадяни».

## Відзнаки
Євген Федів має низку урядових, відомчих та інших нагород і відзнак, в тому числі нагороди Верховної Ради, Кабінету Міністрів України, центрального правління всеукраїнського товариства «Просвіта» та інші. Всі ці нагороди за заслуги перед українським народом, вагомий внесок у розвиток місцевого самоврядування, активну громадську діяльність у справі національного відродження та зміцнення Української держави.
За вагомий вклад в соціально-економічний та культурний розвиток Мукачева, активну громадську діяльність Євгену Федіву в 2005 році присвоєно звання «Почесний громадянин міста Мукачева».
У 2011 році отримав нагрудний знак Закарпатської обласної ради та Закарпатської ОДА «За розвиток регіону».
Указом Президента України № 336/2016 від 19 серпня 2016 року нагороджений ювілейною медаллю «25 років незалежності України».